# Elisabetta Perrone
Elisabetta Perrone, italijanska atletinja, * 9. julij 1968, Camburzano, Italija.
Nastopila je na poletnih olimpijskih igrah v letih 1992, 1996, 2000 in 2004, leta 1996 je osvojila naslov olimpijske podprvakinje v hitri hoji na 10 km. Na svetovnih prvenstvih je osvojila srebrno medaljo v hitri hoji na 10 km leta 1995 in bronasto medaljo v hitri hoji na 20 km leta 2001.